# Aire d'attraction de Morcenx-la-Nouvelle
L'aire d'attraction de Morcenx-la-Nouvelle est un zonage d'étude défini par l'Insee pour caractériser l’influence de la commune de Morcenx-la-Nouvelle sur les communes environnantes. Publiée en octobre 2020, elle se substitue à l'aire urbaine de Morcenx-la-Nouvelle, qui se composait d'une commune dans le zonage de 2010.

## Définition
L'aire d'attraction d'une ville est composée d’un pôle, défini à partir de critères de population et d’emploi ainsi que d’une couronne constituée des communes dont au moins 15 % des actifs travaillent dans le pôle. Le pôle d’attraction constitue ainsi un point de convergence des déplacements domicile-travail,.

## Type et composition
L’aire d'attraction de Morcenx-la-Nouvelle est une aire intra-départementale qui comporte 2 communes dans les Landes.
Elle est catégorisée dans les aires de moins de 50 000 habitants, une catégorie qui regroupe 16,5 % de la population de Nouvelle-Aquitaine et 12,2 % au niveau national.

### Carte

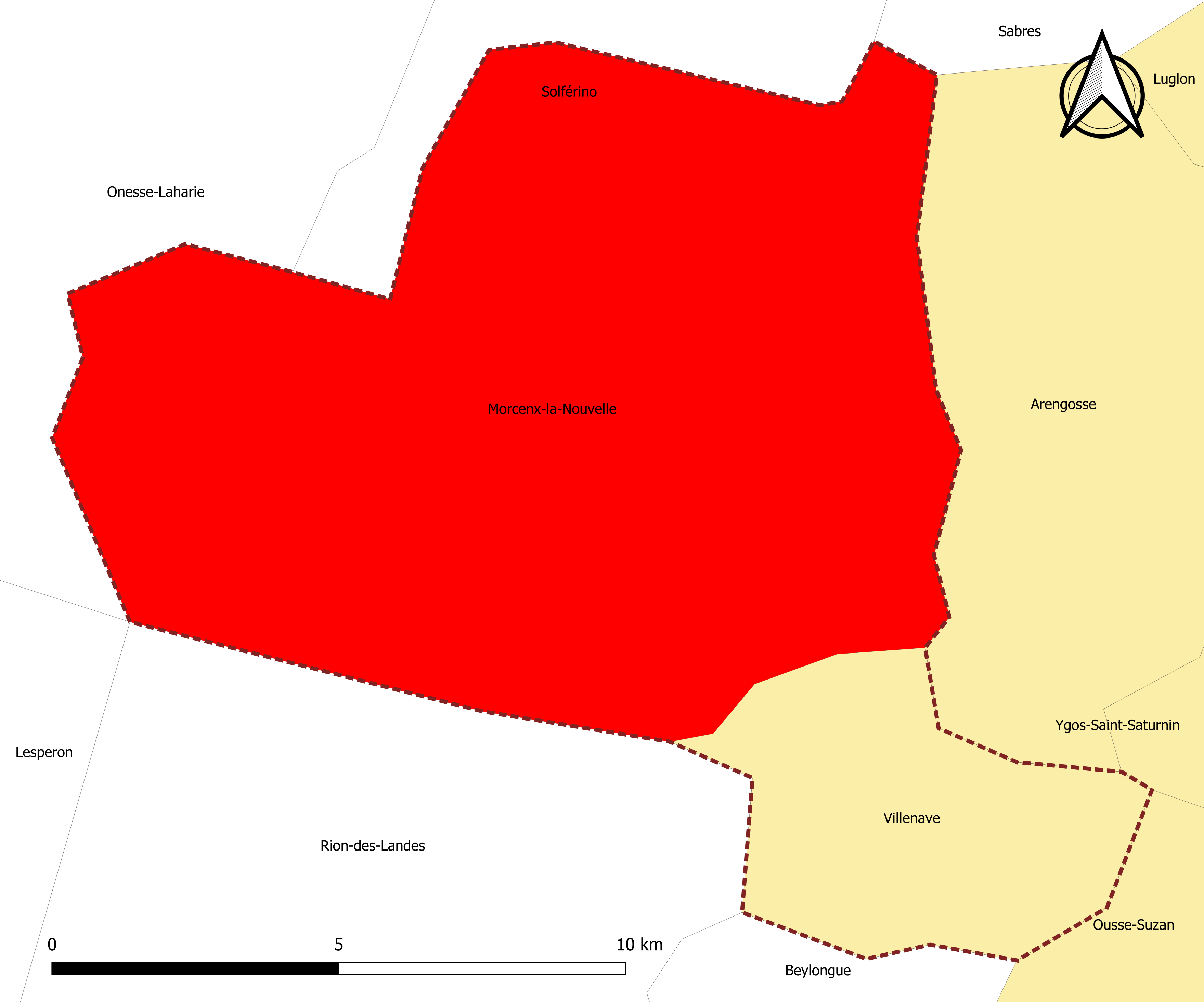
Carte de l'aire d'attraction de Morcenx-la-Nouvelle.
Commune-centre
Commune de la couronne

### Composition communale
| Nom                                  | Code Insee | Département | Statut                 | Superficie (km2) | Population (dernière pop. légale) | Densité (hab./km2) | Modifier                                    |
| ------------------------------------ | ---------- | ----------- | ---------------------- | ---------------- | --------------------------------- | ------------------ | ------------------------------------------- |
| Morcenx-la-Nouvelle (commune-centre) | 40197      | Landes      | commune-centre         | 138,30           | 5 005 (2022)                      | 36                 | modifier les données · modifier les données |
| Villenave                            | 40330      | Landes      | commune de la couronne | 27,37            | 313 (2022)                        | 11                 | modifier les données · modifier les données |